# Richard Concepción Carhuancho
Richard Augusto Concepción Carhuancho (Tarma, Junín, 16 de abril de 1971) es un abogado y magistrado peruano especializado en derecho penal y es titular del Primer Juzgado de Investigación Preparatoria Nacional.
Desde esta posición dictó orden de prisión preventiva contra los expresidentes Alejandro Toledo y Ollanta Humala y su esposa, Nadine Heredia, involucrados en el caso Lava Jato; así como de los empresarios Gonzalo Ferraro Rey, expresidente ejecutivo de Graña y Montero; José Graña Miró Quesada, expresidente del directorio de Graña y Montero y accionista del Grupo el Comercio; Hernando Alejandro Graña Acuña, exdirector de la constructora Graña, Fernando Martín Gonzalo Camet Piccone, Presidente de JJ Camet Contratistas Generales S.A. y José Fernando Castillo Dibós, Director Gerente General de ICCGSA quienes son investigados por los delitos de colusión agravada y lavado de activos. El 31 de octubre de 2018, Concepción Carhuancho ordenó 36 meses de prisión preventiva a Keiko Fujimori por el presunto delito de lavado de activos en agracio del Estado Peruano solicitada por el Ministerio Público.

## Biografía
Richard Concepción Carhuancho vivió su niñez y adolescencia entre las ciudades de La Merced, Chanchamayo y Tarma. Migró a Lima para realizar sus estudios de Derecho, que realizaría en dos universidades privadas. Posteriormente retornaría a Junín donde realizaría labores como abogado independiente.

## Trayectoria
Como funcionario público comenzó como juez suplente especializado en lo civil. Luego, en marzo de 2008, se convirtió en juez penal, primero en Satipo, donde fue juez penal suplente y posteriormente, en 2010, como juez titular del Tercer Juzgado de Investigación Preparatoria del Santa Chimbote.
El 28 de mayo de 2014, como juez del Tercer Juzgado de Investigación Preparatoria del Santa, dictó 18 meses de prisión preventiva contra el presidente regional de Áncash, César Álvarez, por el caso La Centralita.
El 22 de mayo de 2015, como juez del Primer Juzgado de Investigación Preparatoria Nacional, dictó 18 meses de prisión preventiva y orden de captura internacional contra Gerald Oropeza López, por el presunto delito de tráfico ilícito de drogas bajo la modalidad de conspiración.
El 18 de diciembre de 2015, dictó 18 meses de prisión preventiva y orden de captura internacional contra Gerson Galvez Calle, conocido como Caracol, por el presunto delito de tráfico ilícito de drogas agravado, como líder de la organización criminal “Barrio King”.
El 12 de enero de 2017 dictó 18 meses de prisión preventiva contra Pedro Pérez Miranda, conocido como Peter Ferrari, por el presunto delito de lavado de activos agravado vinculado a organización criminal.
En el año 2017, después de estas sentencias justas y conocidas a favor de la fiscalía, el Poder Judicial le asignó el caso Odebrecht, y envió a prisión preventiva a varios funcionarios por el caso Metro de Lima y el caso Interoceánica Sur.
El 9 de febrero de 2017 dictó 18 meses de prisión preventiva y orden de captura internacional contra el expresidente Alejandro Toledo, por presuntamente haber cobrado un soborno de la constructora Odebrecht para la adjudicación de la construcción de los tramos 2 y 3 de la Carretera Interoceánica Sur.
El 13 de julio de 2017 dictó 18 meses de prisión preventiva contra el expresidente Ollanta Humala y su esposa Nadine Heredia, por presuntamente haber recibido dinero como aportes de campaña por parte de las empresas brasileñas Odebrecht y OAS en los años 2006 y 2011.
El 4 de diciembre del 2017 dictó 18 meses de prisión preventiva para 4 de los empresarios más poderosos del país, entre ellos Gonzalo Ferraro Rey, José Alejandro Graña Miro Quesada, Hernando Alejandro Graña Acuña, Fernando Martín Gonzalo Camet Piccone y José Fernando Castillo Dibós, representantes de las empresas peruanas que estuvieron consorciadas con la brasileña Odebrecht, en el marco de la investigación por coimas en el Proyecto Vial Interoceánica Sur a favor de Alejandro Toledo.
En el mes de mayo, ordena la inclusión del Partido Nacionalista Peruano en la investigación por Lavado de Activos de sus fundadores Ollanta Humala y Nadine Heredia, además de la incautación y el embargo de las propiedades de la expareja presidencial, y de sus allegados, incluidos en la investigación, como la madre de Nadine Heredia Alarcón y su amiga Rocio Calderón. En Total fueron 5 inmuebles los incautados, más las cuentas bancarias de la familia Humala Heredia incluyendo automóviles comprados durante los años 2006 y 2013.
El 11 de abril de 2019, ordenó el impedimento de salida del país para el expresidente del Congreso, Luis Alva Castro, por sus vínculos con la brasileña Odebrecht.
En el Mes de enero de 2020, ordenó la detención preliminar del Exalcalde del Callao, Juan Sotomayor y del Ex Congresista, Víctor Albrecht. Además de algunos funcionarios vinculados a Slimp Callao. Posteriormente ordenó la prisión preventiva del exalcalde y del Excongresista.
El 26 de febrero ordenó el Impedimento de salida del país por 2 meses contra el inversionista chileno, Gerardo Sepulveda, por el Caso Interoceánica.
El 10 de mayo de 2024, ordenó de la detención del hermano de la presidenta, Dina Boluarte, Nicanor Boluarte y del abogado Mateo Castañeda, que era el representante legal de la presidenta en varios procesos judiciales. Esta decisión se da a conocer por la interferencia del hermano de la presidenta dentro del gobierno para la selección de prefectos y subprefectos a cambio dadivas económicas y favores en el estado.

### Caso cócteles
El 7 de diciembre de 2017 autorizó los allanamientos de los dos locales de Fuerza Popular, en el marco de la investigación de Keiko Fujimori Higuchi, por el caso Odebrecht a raíz de las suficientes pruebas contra la jefa de Fuerza Popular, como la anotación en el teléfono celular de Marcelo Odebrecht que lleva su nombre, y los supuestos aportantes fantasmas.
En el mes de marzo, ordenó el impedimento de salida del país y el allanamiento de las propiedades de los exministros Jaime Yoshiyama y Augusto Bedoya Cámere y del expresidente de CONFIEP, Ricardo Briceño, acusados por Jorge Barata de haber recibido 1 millón 200 mil dólares de la empresa Odebrecht para solventar la campaña presidencial de Keiko Fujimori en 2011.
El 10 de octubre de 2018, ordena la detención preliminar por 10 días de Keiko Fujimori, en el marco de la investigación por el presunto delito de lavado de activos con los aportes que recibió Fuerza Popular de parte de la constructora Odebrecht para financiar su campaña presidencial en 2011. Posteriormente, el 31 de octubre dictó 36 meses de prisión preventiva contra Keiko Fujimori por este caso, además de dictar medidas similares contra todos los líderes del partido Fuerza Popular. Como los Asesores Ana Hertz, Pier Figari, Vicente Silva Checa, Luis Mejia Lecca además del empresario Giancarlo Bettini Vivanco y del exministro, Jaime Yoshiyama